# Дзюба Олена Миколаївна
Оле́на Микола́ївна Дзю́ба (нар. 29 квітня 1945, Небелиця) — український історик, дослідниця історії України середніх віків. Лауреат Державної премії України в галузі науки і техніки.

## Біографія
Народилася 29 квітня 1945 року в селі Небелиці Макарівського району Київської області. У 1969 році закінчила історичний факультет Київського державного університету. У 1969–1970 роках працювала науковим співробітником Центрального державного архіву-музею літератури та мистецтва України. У 1970–1975 роках — перекладач відділу зарубіжної історіографії, у 1975–1985 роках — молодший науковий співробітник відділу історії феодалізму, у 1985–1991 роках — старший науковий співробітник сектора історичних зв'язків України з зарубіжними країнами, з 1997 року — старший науковий співробітник відділу історії України середніх віків і раннього нового часу Інституту історії України НАН України. У 1983 році під керівництвом доктора історичних наук Г. Я. Сергієнка захистила кандидатську дисертацію на тему: «Роль освіти у зміцненні зв'язків українського народу з російським і білоруським (друга половина XVI — перша половина XVII ст.)»).
У 1991–1997 роках — завідувач сектору Інституту української археографії і джерелознавства імені М. С. Грушевського НАН України. Досліджує проблеми історії освіти, зокрема братських шкіл, Києво-Могилянської академії, книжних зібрань XVII–XVIII століть.

## Державні нагороди
- Державна премія України в галузі науки і техніки 2014  року — за роботу «Історія української культури» у п'яти томах (у дев'яти книгах) (у складі колективу)[1]

## Праці
Підготувала й видала ряд невідомих пам'яток з історії української культури:
- «Буквар Тимофія Вербицького» 1627 р.;
- невідомий уривок «Перестороги»;
- «Х. Хегельмаєр. Повідомлення про стан ученості у Києві в Російській Україні» (переклад з німецької мови).

Автор текстів з історії освіти та бібліотек у виданні «Історія української культури (друга половина XVII–XVIII ст.)» (Том 3).
Основні праці:
- Україна від найдавніших часів до сьогодення: Хронологічний довід. — Київ, 1990, 1995, 2005 (у співавторстві);
- Історія української культури: У 5 томах — Том 3. — Київ, 2003 (у співавторстві);
- Літопис найважливіших подій культурного життя в Україні (X — середина XVII століття): Посібник-довідник. — Київ., 1998. (у співавторстві);
- Історія України в особах: Литовско-польська доба. — Київ, 1997 (у співавторстві);
- Статути братських шкіл (Пам'ятки братських шкіл). — Київ, 1988;
- Просвещение на Украине (вторая половина XVI — первая половина XVII веков). — Київ, 1987.(рос.)